# Агостіна Сегаторі в кафе «Тамбурін»
«Агості́на Сегато́рі в кафе́ „Тамбурі́н“» — картина нідерландського художника Вінсента ван Гога, написана у 1887 році.

## Дещо про модель
Огастіна Сегаторі — італійка, що перебралася в Париж в надії краще влаштуватися в житті та отримати матеріальний прибуток. В столиці Франції вона відкрила кафе «Тамбурин». Особливістю дизайну кафе були невеличкі столики, форма яких нагадувала цей музичний інструмент. На полотні ван Гога Огастина якраз і сидить поряд з подібним столиком.
Її якось оминув матеріальний успіх, тим паче що кафе відвідували не дуже багаті верства. Серед митців, що бували тут, був і ван Гог. Є відомості, що цей портрет він створив заради погашення боргу власниці кафе. Портрет відразу вивісили в кафе, адже це сприяло популяризації художника, твори якого неохоче купували.

## Опис твору
Огастіна Сегаторі сидить з цигаркою в руці і наче б то демонструє самостійність, упевненість у собі. Але художник роздивився тугу в очах і відсутність в обличчі жінки навіть слідів задоволення своїм станом. Звертає на себе увагу незвичний червоний капелюшок пані. Форма капелюшка доводить, що пані була уродженкою міста Неаполь. Дослідники побачили на тлі полотна навіть гравюру японського художника Кейсаї Ейсена, що прикрасила стіну кафе.
Між ним та Огастиною виникла короткочасна приязнь, що закінчилася бурхливим розривом. Огастина була старша за художника на 12 років.